# Królewska Brygada Holenderska Prinses Irene
Uzasadnienie: Oba artykuły dotyczą tej samej jednostki
Królewska Brygada Holenderska „Prinses Irene” (ang. Royal Netherlands Brigade „Princess Irene”, nid. Koninklijke Nederlandse Brigade Prinses Irene) – holenderska jednostka wojskowa walcząca u boku aliantów zachodnich podczas II wojny światowej

## Geneza
Po najeździe Niemiec i kapitulacji Holandii w maju 1940 r., ok. 1,5 tys. oficerów i żołnierzy zostało ewakuowanych do Wielkiej Brytanii. Zostali oni zgrupowani w obozie w Haverfordwest w Walii. Wkrótce dołączyli do nich Holendrzy-ochotnicy z USA, Kanady i Republiki Południowej Afryki oraz uciekinierzy z okupowanej Holandii. W rezultacie do końca czerwca siły holenderskie w Wielkiej Brytanii wzrosły do ponad 2,7 tys. ludzi. Sformowano z nich oddział w sile batalionu piechoty pod nazwą Detachement Koninklijke Nederlandse troepen in Groot-Brittannië. Na jej czele stanął gen. mjr G.B. Noothoven van Goor. Holendrzy nosili angielskie mundury z plakietką z holenderskim lwem i napisem „Nederlands” na lewym ramieniu. W styczniu 1941 r. nadano jednostce nową nazwę Koninklijke Nederlandse Brigade. W sierpniu przeorganizowano ją na wzór brytyjskiej brygady piechoty, a nazwę zmieniono na Koninklijke
Nederlandsche Brigade Prinses Irene. Składała się wówczas z trzech kompanii piechoty, oddziału zwiadowczego (samochody pancerne) i baterii artylerii. Spośród jej żołnierzy część odeszła do nowo formowanych holenderskich sił specjalnych w ramach brytyjskich oddziałów Commando. Brygada została przeniesiona do obozu w Wrottersley koło Wolverhampton, którego komendantem został ppłk Albert Cornelis de Ruyter van Steveninck. Tam prowadzono intensywne szkolenie bojowe, po czym Holendrów skierowano do patrolowania wybrzeża w rejonie Harwich, Frinton-on-Sea i Dovercourt. Na początku czerwca 1944 r. Brygada rozpoczęła przygotowania do akcji desantowej.

## Walki z Niemcami
7 i 8 sierpnia 1944 r. Brygada wylądowała na wybrzeżu francuskiej Normandii w Arromanches. Na jej czele stał ppłk A.C. de Ruyter van Steveninck, zaś jego zastępcą był mjr Jonkheer J.B. van Blokland. Została ona przydzielona do brytyjskiej 6 Dywizji Spadochronowej, wchodzącej w skład 1 Armii Kanadyjskiej. 12 sierpnia zajęła pozycje wyjściowe, na wschód od rzeki Orne. Od 17 sierpnia prowadziła działania bojowe, wyzwalając 26 sierpnia Pont St.Audemer. Szybkim natarciem poprzez Brukselę osiągnęła rejon Beringen. Po przejściu przez Belgię wkroczyła 20 września na terytorium ojczyzny, podlegając rozkazom brytyjskiej 2 Armii. Po rozpoczęciu 17 września operacji Market Garden, przerzucono ją w okolice Grave. Holendrzy trafili na swoich rodaków walczących u boku wojsk niemieckich w ramach SS-Grenadier-Regiment Landstorm Nederland, broniących Kanału Alberta w rejonie miejscowości Merksem i Hasselt. 17 października przeszli do Kanału Wilhelminy na południe od Oirschot, gdzie zostali przydzieleni do brytyjskiej 15 DP. Wzięli udział w walkach, w wyniku których wyrzucono Niemców z Centralnej i Zachodniej Brabancji. 24 października Brygada przeszła pod zwierzchnictwo brytyjskiej 4 Brygady Pancernej. W następnych dniach w ciężkich walkach wyzwoliła Tilburg. Następnie przeniesiono ją w rejon Weelde, Rijen i Raamsdonk. Na początku listopada prowadziła służbę patrolową nad rzeką Maas w okolicach Waalwijk. Zimę 1944/1945 r. spędziła na obszarze prowincji Walcheren i Noord-Beveland. W marcu 1945 r. Brygadę odwiedziła królowa Wilhelmina. Jednostka przeszła niedużą reorganizację, po czym w połowie kwietnia powróciła na front nad rzekę Maas w rejonie Heusden-Hedel. Pod koniec kwietnia walczyła w okolicach Bommelerwaard. 4 maja przeszła na tyły. Po ogłoszeniu zawieszenia broni 5 maja, przeniesiono ją do Wageningen. 9 maja miała zaszczyt jako pierwsza jednostka aliancka wkroczyć do Hagi.
Brygada została rozwiązana 13 lipca 1945 r. Była odznaczona medalem Militaire Willems Orde. Jej tradycje przejął Garde Regiment Fusilers „Prinses Irene”, utworzony 15 kwietnia 1946 r.